# ويليام غودل
ويليام غودل (بالإنجليزية: William Goodell) هو مترجم الكتاب المقدس ‏ ومترجم أمريكي، ولد في 1792، وتوفي في 1867.